# Этне Тоэбфота
Этне Тоэбфота (др.‑ирл. Eithne T(h)oebfota, Táebfada, встречаются и другие написания) — имя и прозвище нескольких персонажей в ирландской истории и мифологии.
1) Этне (др.‑ирл. Eithne Táebfada) — жена Конна Ста Битв. В ирландских сказаниях её отцом называли Брислина Бринна, правителя Норвегии.
2) Этне (др.‑ирл. Eithne Táebfada, в некоторых источниках также др.‑ирл. Eithne Ollamda — Этне Учёная) была женой Кормака. В саге «Песни дома Бухета» говорится, что Этне была дочерью короля Лейнстера Катайра Мора (Великого). Однако это утверждение противоречило традиционной схеме ирландской истории, по которой Катайр Великий был современником Конна Ста Битв, деда Кормака. Поэтому в других текстах она именуется дочерью короля Лейнстера Дунланга, сына Энны Ниада.
Этне воспитывалась в доме Бухета, владельца бесчисленных стад коров. Братья Этне разорили Бухета, постоянно гостя и пируя у него. Бухет обеднел и решил бежать на юг, в Кеннанас (Келлс). Здесь Этне, доившую коров, встретил будущий король Кормак. Узнав, что Этне — королевская дочь, Кормак решил жениться на ней и попросил её в жены у её приемного отца, Бухета, однако тот не отдал её; Кормак всё же провёл с ней ночь, и она родила Кайрпре Лифехайра. Со временем Этне стала женой Кормака и королевой. Об этом рассказывается в саге «Песни дома Бухета». По мнению Т. Ф. О’Рахилли, сага отражает миф о добывании героем невесты у божественного пастуха. Этне родила Кормаку дочерей Айльбе, Грайне (жена Финна Мак Кумала), сыновей Карпре Лифехайра, Келлах Карпре.
Когда Кормак решил жениться на Киарнайт из Альбы (Шотландии), Этне, его законная жена, пыталась извести девушку тяжелой работой (заставила вручную молоть зерно), однако искусник из Альбы создал для Кормака мельницу и тем освободил Киарнайт от рабства у Этне, жены Кормака.
3) Этне (др.‑ирл. Ethne Táebfoda) — мать святого Колумбы (Колума Килле). Древнейший источник — «Житие святого Колумбы» Адомнана называет её дочерью Диммы, сына Наэ. В более поздних родословных она также потомок Катайра Великого и происходит из лейнстерского королевского рода; её матерью называют Эрк, дочь Лоарна, короля Альбы. Говорили, что Колумба настолько оберегал своё целомудрие, что никогда не смотрел на мать.